# Lusthof

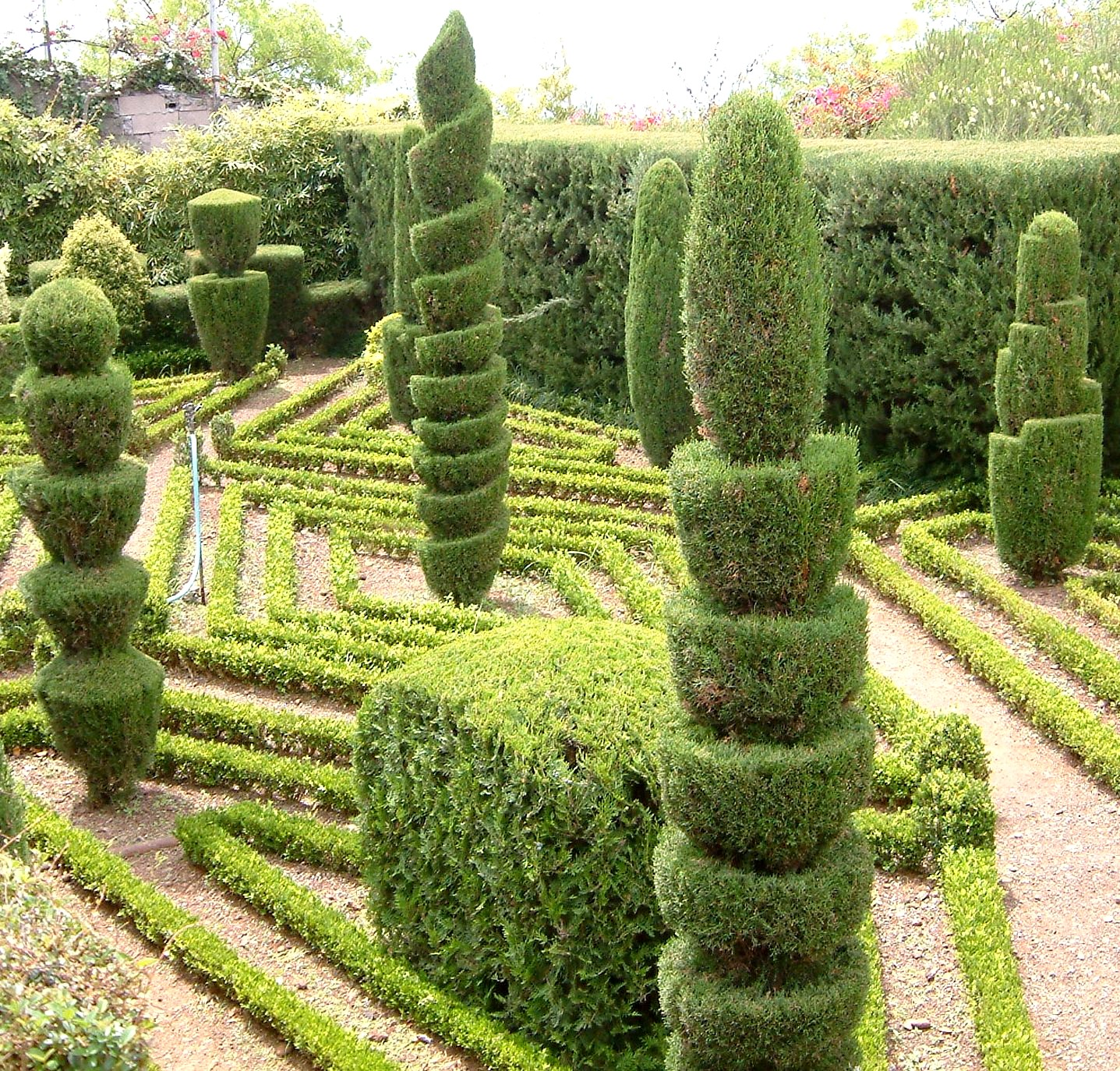
Artistieke botanische tuin in Madeira, mei 2007.

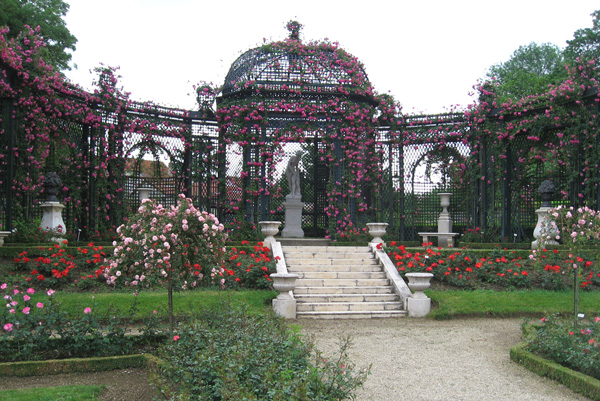
Opbinden in een rosarium in de Val-de-Marne, juni 2007.

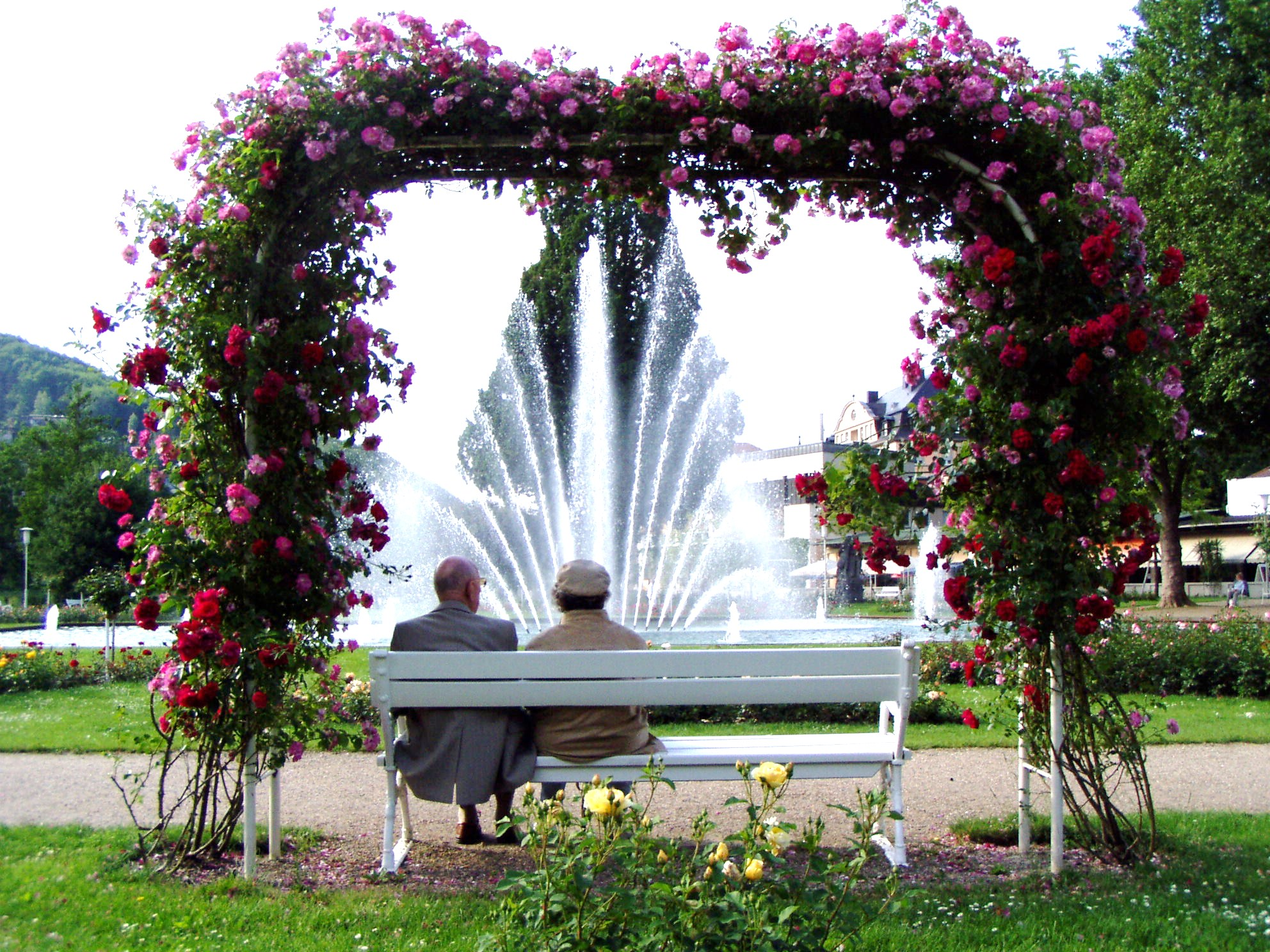
Rozentuin in Bad Kissingen, juni 2007.

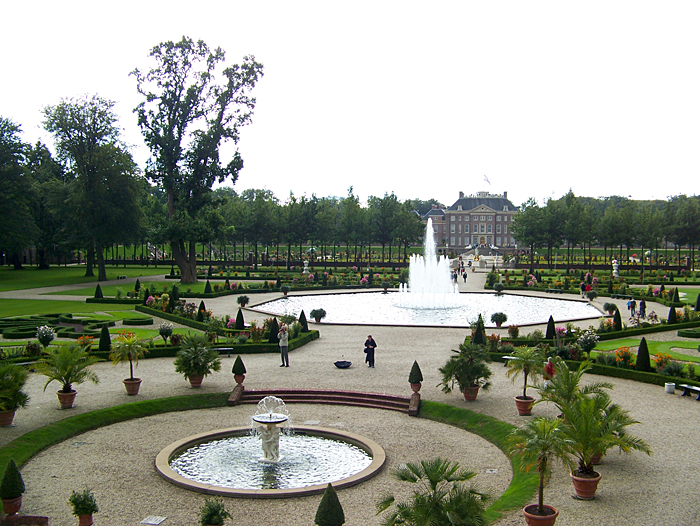
Paleis Het Loo, augustus 2007.

Een lusthof of lusttuin is een tuin die aangelegd is om de zinnen te prikkelen door vorm, kleur en geur van speciaal gekweekte bomen, struiken en planten. Een meer prozaïsche aanduiding is besloten park. Lusthoven zijn door de eeuwen heen beschreven door dichters. Naarmate de rijkdom van de bezitters toenam, kregen lusthoven gestalte in tuinen van paleizen en op buitenplaatsen.

## Etymologie
Lust betekent begeerte, hevig verlangen. Het woord verscheen omstreeks 1265-1270 in de Middelnederlandse taal, en is verwant met het Oudhoogduitse, Oudfriese en Oudengelse lust, het Oudsaksische lusta en het Gotische lustus. Het woord hangt verder samen met het Latijnse lascivus, "dartel", het Oudgriekse lilaiomai, "ik begeer", en Oudindisch lasati, "hij streeft".
Een hof is een tuin die is afgesloten van de buitenwereld, bijvoorbeeld door een heg of een muur. Het woord is mannelijk in deze betekenis (in tegenstelling tot het koninklijke hof of een juridisch hof), men spreekt dus van 'de lusthof'.
De Hof van Eden, ook bekend als het paradijs, is de tuin waar Adam en Eva voor de zondeval verkeerden volgens het eerste Bijbelboek Genesis.

## In den lande
Voor de komst van centrale verwarming waren huizen overgeleverd aan het weer. De grootste machthebbers uit de geschiedenis beschikten daarom niet zelden over een zomerpaleis in koele streken en een winterpaleis bijvoorbeeld in de warme stad. De zomerse buitenverblijven werden vaak aangelegd in de nabijheid van een rivier om onbeperkt te kunnen beschikken over vers water.
Het populaire stadspark de Lustgarten op het Museumsinsel in de Spree in het centrum van Berlijn was in de 16e eeuw de kruidentuin van het Berliner Schloss.
Le jardin de plaisir is een boek van André Mollet, meesterhovenier aan het koninklijke hof van Zweden, verschenen te Stockholm in 1651 als handleiding bij de inrichting en het onderhoud van pleziertuinen. De tuinman van koning Willem III, Jan van der Groen, gaf in 1670 in Den Nederlandtsen hovenier enkele technische wenken bij zijn beschrijving van lusthoven, zoals de aanleg van fonteinen.
In de tuinen van Versailles, in de 18e eeuw ontworpen door tuin- en landschapsarchitect André le Nôtre, werd een lusthof aangelegd met het lustpaviljoen de Kleine Trianon en verderop de Grote Trianon, een paviljoen annex orangerie. Hiervoor moest het dorpje Trianon wijken. Voor de Koninklijke Familie boden de intieme plekjes tussen de hagen en achter het struikgewas een gelegenheid om bijwijlen te ontvluchten aan de strenge hofetiquette en dichter bij elkaar te kunnen zijn.
Sommige lusthoven leven voort in het stratenpatroon van de doorgroeiende stedelijke bebouwing of als straatnaam.
In de Rotterdamse wijk Kralingen werd in de stadsuitbreiding aan het eind van de 19e eeuw de Lusthofstraat aangelegd op het terrein van de 17e-eeuwse buitenplaats Lusthof naast het oude Slot Honingen. De winkelstraat werd in het westen geraakt op 14 mei 1940 en is nu korter dan hij oorspronkelijk was; bij het ontwerp van het naoorlogse stratenpatroon nabij de Gerdesiaweg werd men niet gehinderd door enig verleden.

## In het Nederlands
Cupido's lusthof is een lang maar anoniem gedicht, gedrukt in 1613 te Amsterdam. Volgens de titelpagina was de schrijver lid van de rederijkerskamer Het Wit Lavendel, ook bekend als "Uit levender Jonste". Het voorwoord is gesigneerd door "G.H. van B.", naar alle waarschijnlijkheid de dichter Gerrit Hendrik van Brueghel. De volledige titel bevat meer aanknopingspunten:
CUPIDO’S LUSTHOF Ende Der Amoureuse Boogaert Beplant ende Verciert Meet 22. Schoone Copere figuiren ende vele nieuwe Amoureuse Liedekes Baladen ende Sonnetten desgelickx te voren noyt inden druck geweest ofte gesien zyn gecomponeert door een wt levender Ionst Tot Amsterdam By Jan Evertssz Cloppenburch boeckvercooper opt water inden vergulden Bybel.
De inhoud belooft veel variatie, als een amoureuze boomgaard versierd met 22 kopergravures en veel nooit eerder uitgegeven liedjes, ballades en sonnetten.
De schoonste Lusthof. is een gedicht van Willem Bilderdijk uit 1824, waarin hij zich een hemelse voorstelling maakt van "de liefelijkste Gaard in den omvang van heel de aarde":
In dien Lusthof bloeit de Vreugd
In omarming van de Deugd,
Strooit heur zilvren bloesembladen
Op met thijm gevloerde paden,
Waasemt heil en wellust uit;
Lusthof is een roman van Rob Schouten uit 2002.

## In andere talen
De Engelse dichter Samuel Taylor Coleridge schreef in 1816 het gedicht Kubla Khan, or a Vision in a Dream. A Fragment. met de onsterfelijk geworden openingswoorden:
In Xanadu did Kubla Khan
a stately pleasure-dome decree
Volgens de overlevering van Marco Polo had de Mongoolse khan Koeblai Khan inderdaad een zomerpaleis in Xanadu laten optrekken dat in luxe en grandeur zijn weerga niet kende in de Middeleeuwen.
The Pleasure Garden is het debuut als speelfilmregisseur van Alfred Hitchcock, een Duits-Britse coproductie uit 1925, naar de Duitse roman Irrgarten der Leidenschaft van Oliver Sandys. In Duitsland heet de film net als het boek dus letterlijk "Doolhof van de hartstocht". De première vond plaats in 1927. De film volgt twee danseressen in het fictieve Londense The Pleasure Garden Theatre.
The Pleasure Garden uit 1952 is een andere, maar gelijknamige film, geschreven en geregisseerd door de Amerikaan James Broughton. Het verhaal is een sprookje over een fee die het "Pleasure Principle" verdedigt tegen een kolonel die alle romantiek en vrije expressie aan banden wil leggen, gefilmd in de ruïne van het Crystal Palace, dat door brand was verwoest in 1936. De bijbehorende pleasure gardens, die betrekkelijk weinig schade hadden opgelopen, werden na het maken van de film alsnog gerooid.
De Romeinse lusthof is een stripalbum van Asterix uit 1973, waarin Julius Caesar hoopt de Galliërs klein te krijgen door een ambitieus nieuwbouwproject voor Romeinse veteranen midden in het bos naast het opstandige dorp. Het verhaal verscheen oorspronkelijk in het Franse tijdschrift Le Pilote in 1971 als Le Domaine des dieux, het domein van de goden.